# Assadeira

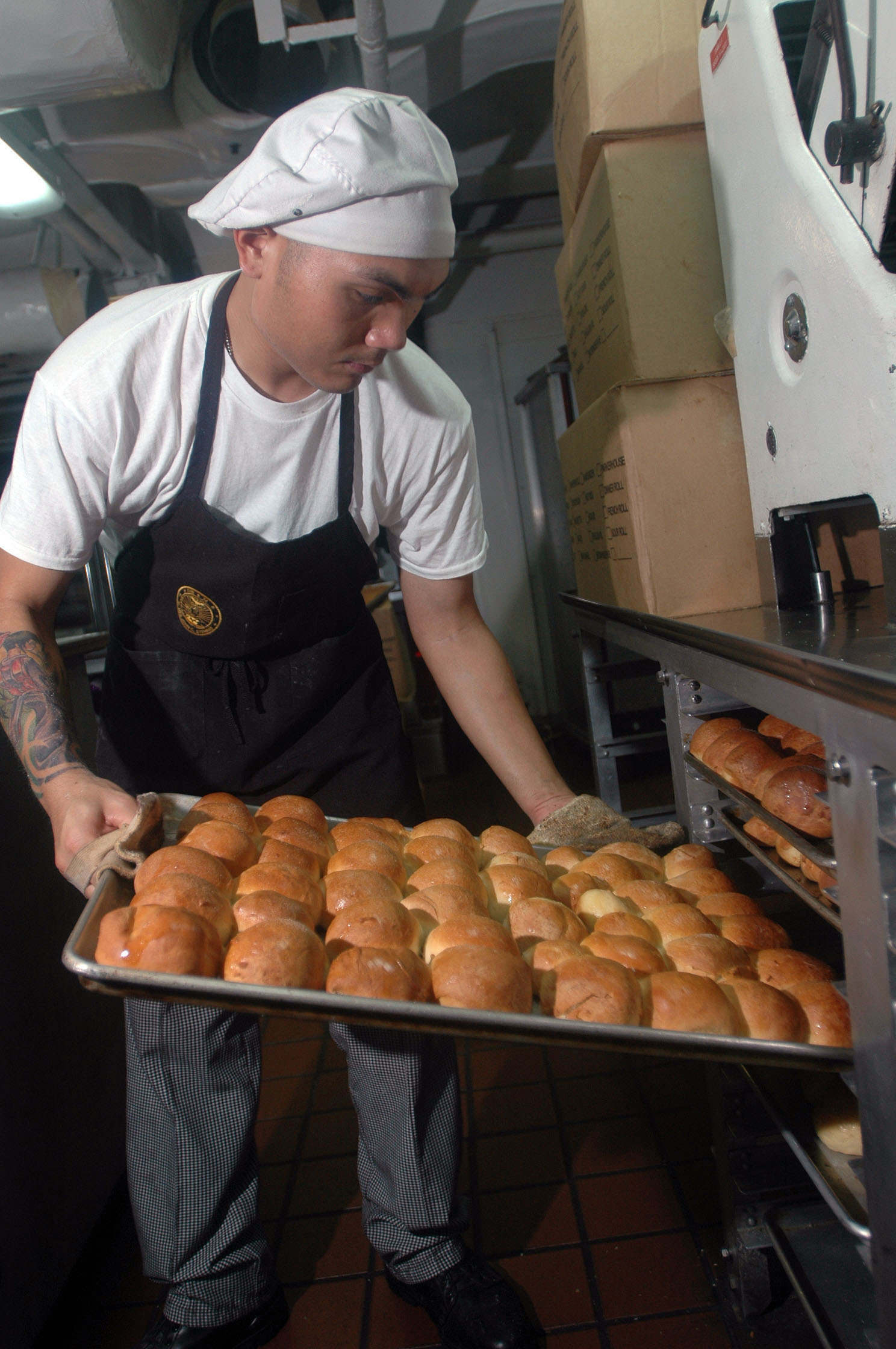

A assadeira (ou forma de bolos) é um utensílio culinário utilizado no preparo de diversos alimentos, tanto doces como salgados, onde se coloca uma massa para ser assada (ou cozida) no forno.
É utensílio comum a quase todas as culinárias, dos mais variados países. Geralmente é fabricada em alumínio, mas também pode ser de ferro, antiaderente ou de cerâmica; pode ter fundo removível. Há assadeiras de vários formatos e tamanhos, retangular, redonda (com ou sem furo no centro), quadrada, em formato de coração e outros.
Comumente é utilizada para assar pães, bolos, biscoitos, pudins, suflês e outros.